# Homme-chose
Ne doit pas être confondu avec les personnages de la Chose (The Thing), de la La Créature du marais (Swamp Thing) et de l'Homme-plante (Plantman)
Theodore « Ted » Sallis, alias l’Homme-chose (« Man-Thing » en VO) est un monstre végétal évoluant dans l'univers Marvel de la maison d'édition Marvel Comics. Créé par les scénaristes Stan Lee et Roy Thomas (concept), scénarisé par Gerry Conway et dessiné par Gray Morrow, le personnage de fiction apparaît pour la première fois dans le comic book Savage Tales (vol. 1) #1 en mai 1971.
Le personnage est souvent surnommé la « Créature des marais » pour sa ressemblance avec le personnage de Swamp Thing, de l’éditeur DC Comics.
L'Homme-chose, qui vit dans les Everglades en Floride, n'est pas vraiment un super-héros. Monstre sans intelligence, doué d'une sensibilité aux émotions des autres (empathie), il subit la plupart du temps les évènements extérieurs et reste au sein de son marais.

## Historique de la publication
Après ses débuts dans Savage Tales #1 en 1971, l'Homme-chose a occupé les pages de Astonishing Tales et Adventure into Fear avant que sa propre série ne soit lancée en 1974, scénarisée par Steve Gerber et illustrée par Val Mayerick (ultérieurement remplacé par Mike Ploog).
Elle devint une des meilleures séries non-affiliées à l'univers Marvel dans un premier temps. Pourtant, au fur et à mesure des histoires, les aventures de l'Homme-chose devinrent des crossover permettant d'y inclure des personnages populaires. Le dernier épisode fut Man-Thing #22, sa particularité étant que le scénariste de la série Steve Gerber (présent depuis le numéro 11) y apparaît comme une sorte de narrateur.
En 1979, une deuxième série fut publiée avec les scénarios de Chris Claremont. Elle connut 11 épisodes, et Claremont y fit aussi une apparition.
En 1997, une troisième série vit le jour pendant 8 numéros.
En France, l'Homme-chose est apparu pour la première fois chez Arédit/Artima dans la revue Eclipso no 42 (juin 1974), qui traduit Adventure into fear #10. Ses deux premières séries en solo ont été publiées toujours dans Eclipso du no 52 (2e trimestre 1975) au no 82 (septembre 1982) puis dans Hulk (Collection « Flash ») (1983-84). La 3e série est pour l'instant inédite.

## Biographie du personnage

### Origines
L'être appelé l'Homme-chose était à l'origine un biochimiste humain, le docteur Theodore Sallis, qui travailla au début de sa carrière avec le docteur Curt Connors (le Lézard) sur la régénération cellulaire. Ce dernier fit partie du projet « Gladiator », visant à recréer le sérum du Super-Soldat de Captain America. Le laboratoire se situait en Floride dans les Everglades.
Un jour, Sallis amena sa femme au laboratoire mais cette dernière, en réalité une espionne travaillant pour l’organisation criminelle AIM, le trahit en permettant l'entrée d'un groupe d'assaut. Avant de s'enfuir, Ted Sallis s'injecta le seul échantillon valable de la formule du sérum sur lequel il travaillait. Après une course poursuite, sa voiture fit une sortie de route et il se noya dans un coin reculé des marais, canalisateurs d'énergie magique. Se transformant en une créature végétale inhumaine dotée d'une conscience limitée (car plus proche du végétal que de l'animal), il retrouva ses agresseurs et brûla le visage de sa femme, avant de s'enfoncer dans le marécage.
Le marais de l'Homme-chose est en fait le « nexus » de toutes les réalités. Au sein de celui-ci, il rencontra toute sorte d'adversaires, comme le démon Thog ou Dakimh. À chaque fois, l'Homme-chose est présenté comme le gardien du « Nexus des Réalités ».
Il s’occupa du jeune Wundar (Aquarian) quand ce dernier atterrit sur Terre, le libérant de son vaisseau spatial dans lequel il était enfermé et l'emmenant ensuite au Projet Pegasus.
On le vit plus tard aider Shang-Chi à combattre Fu Manchu (en).
Il aida également Cyclope contre le démon D'Spayre.

### Dark Reign
Pendant l'épisode Dark Reign, les Dark Avengers de Norman Osborn capturèrent le monstre.
Ayant réussi à s'échapper d'une manière inconnue, l'Homme-chose se réfugia dans les égouts humides de New York, où il vécut avec Morbius. Le duo retrouva le corps en morceaux du Punisher, tué par Daken et le ramenèrent à la vie, en tant que « Frankencastle ». Il lui fit ensuite rejoindre sa Légion des monstres.

### L'âge héroïque
Steve Rogers, devenu le nouveau directeur de la Sécurité nationale du gouvernement américain, fit capturer le monstre et l'assigna à la prison du Raft, où il servit de téléporteur aux Thunderbolts.

## Pouvoirs et capacités
L'Homme-chose est une masse végétale, lente et peu mobile, mais ayant gagné en force au cours de son existence. Depuis sa transformation, Theodore Sallis a perdu l'usage de la parole et a conservé de rares souvenirs de sa vie passée. Il fait désormais preuve d'une intelligence très limitée, supérieure toutefois à celle d'un chien.
Étant donné sa physiologie particulière, mêlant chimie et mysticisme, l’Homme-chose évite de quitter son marais, car il est très dépendant de cet environnement marécageux : il s'affaiblit à chaque jour passé sans humidité, et renaît tant que son marais existe. Celui-ci se trouve dans les Everglades en Floride derrière la petite ville de Citrusville où il séjourne habituellement.
Demeurant éternellement « jeune » et totalement incapable de mourir au sein de son marais, une séparation prolongée avec celui-ci le conduit tout d’abord à un état de somnolence, puis peut causer sa mort. Plus tard, après avoir été exposé à des produits chimiques d’une usine de retraitement des eaux usagées, sa vitesse de dessèchement a été considérablement ralentie. Enfin, dès qu’il retourne au sein de son marais, il récupère très rapidement ses forces et retrouve son état normal.
- L'Homme-chose est capable de soulever environ 450 kg[1].
- Son corps, constitué d'humus et de racines, ne craint pas la douleur et possède une « résistance » phénoménale : les coups et impacts de projectiles le traversent entièrement, ou bien se logent dans les parois muqueuses de son corps mais sans provoquer le moindre dégât. Seul un feu qui détruirait une grande partie de son corps pourrait le blesser gravement, mais l’Homme-chose serait encore capable de se restructurer en absorbant la végétation et l'humidité autour de lui[1].
- Bien que son corps possède une apparence humanoïde, celui-ci n'est pas vraiment solide. Cela lui permet de se glisser dans les interstices, telles des ouvertures ou des barrières (en y mettant du temps) et, ainsi, franchir aussi bien des treillis métalliques (grillages) que les barreaux d'une cellule de prison[1].
- L'Homme-chose est extrêmement sensible aux émotions des autres personnes, ce qui peut affecter son comportement, voire sa physiologie. Des émotions douces éveillent simplement sa « curiosité » et l'amènent à observer les événements tout en restant à distance. Les émotions violentes (la peur, la colère, la haine, etc.) provoquent chez lui un malaise extrême, le poussant souvent à attaquer. La peur lui fait notamment sécréter un produit chimique semblable à de l’acide sulfurique, qui brûle tout objet qu’il touche avec son corps[1].

Malgré quelques rares exceptions, l'Homme-chose est apparemment insensible par lui-même, bien qu'il réagisse aux émotions des autres personnes qu'il croise. Il semble réagir à des émotions ou à d’autres phénomènes magiques, mais il s’agit plus chez lui d’un instinct que d'une véritable réflexion car il lui manque la capacité de prendre des décisions ou de se souvenir des événements.
Cependant, il peut se rappeler d'un canevas d’émotions, ce qui lui permet parfois de « reconnaître » des personnes qu’il a croisé auparavant. À certaines occasions, des forces mystiques et/ou chimiques ont restauré l’esprit de Ted Sallis dans l'Homme-chose, mais ces épisodes ont toujours été temporaires. Dans ses premières années, son pouvoir se limitait à une forte empathie et à brûler toute personne apeurée en contact avec lui — y compris lui-même.

## Apparition dans d'autres médias

### Cinéma
Le personnage est adapté dans le film d'horreur Man-Thing de Brett Leonard (sorti au cinéma en 2005 dans quelques pays et diffusé en avant première sur Sci Fi Channel.) où son rôle diffère par rapport aux comics. Il y est interprété par Conan Stevens.

### Télévision
Il est présent dans l'épisode 17 de la saison 2 de la série animée The Super Hero Squad Show en 2011. En 2013, il apparait dans deux épisodes de Ultimate Spider-Man où il fait partie des Howling Commandos de Nick Fury.
En 2017, il apparaît dans un épisode court des Gardiens de la Galaxie, intitulé « Rocket ! Groot ! Une Créature ! »
En 2022, il apparaît dans le téléfilm spécial Werewolf by night, disponible sur la plate-forme Disney+.

### Jeu vidéo
Le personnage apparaît brièvement dans Lego Marvel Super Heroes 2 (2017).